# Lâm (thị trấn)
Lâm là thị trấn huyện lỵ của huyện Ý Yên, tỉnh Nam Định, Việt Nam.

## Địa lý
Thị trấn Lâm nằm ở trung tâm huyện Ý Yên, có vị trí địa lý:
- Phía đông giáp xã Yên Dương và xã Yên Ninh
- Phía tây giáp xã Yên Khánh và xã Yên Phong
- Phía nam giáp xã Yên Hồng và xã Yên Tiến
- Phía bắc giáp xã Yên Bình và xã Yên Khánh.

Thị trấn Lâm có diện tích 6,86 km², dân số năm 2019 là 14.461 người, mật độ dân số đạt 2.108 người/km².
Thị trấn nằm ở giao điểm của 2 tuyến quốc lộ 38B và quốc lộ 37C. Dự án quốc lộ 37C nối từ Quốc lộ 37B tại Ý Yên đi qua Cát Đằng - Phố Cháy - Yên Phương vượt sông Đáy tới Gián Khẩu, Me, Nho Quan (Ninh Bình) và kết thúc tại đường Hồ Chí Minh ở Lạc Thủy (Hòa Bình) còn dự án quốc lộ 38B nối từ Hải Dương qua Hà Nam, Nam Định vượt sông Đáy tại cầu Bến Mới và kết thúc ở Nho Quan (Ninh Bình).

## Lịch sử
Phần lớn địa bàn thị trấn Lâm hiện nay trước đây vốn là xã Yên Xá thuộc huyện Ý Yên.
Ngày 1 tháng 4 năm 1986, thành lập thị trấn Lâm, thị trấn huyện lỵ huyện Ý Yên trên cơ sở 416,04 ha diện tích tự nhiên của xã Yên Xá; 30,37 ha diện tích tự nhiên của xã Yên Ninh; 24,50 ha diện tích tự nhiên của xã Yên Tiến và 4,27 ha diện tích tự nhiên của xã Yên Hồng.
Đến năm 2019, thị trấn Lâm có diện tích 4,82 km², dân số là 10.963 người, mật độ dân số đạt 2.274 người/km². Xã Yên Xá có diện tích 2,04 km², dân số là 3.498 người, mật độ dân số đạt 1.715 người/km².
Ngày 10 tháng 1 năm 2020, Ủy ban Thường vụ Quốc hội ban hành Nghị quyết số 858/NQ-UBTVQH14 về việc sắp xếp các đơn vị hành chính cấp xã thuộc tỉnh Nam Định (nghị quyết có hiệu lực từ ngày 1 tháng 2 năm 2020). Theo đó, sáp nhập toàn bộ diện tích và dân số của xã Yên Xá vào thị trấn Lâm.

## Di tích
Đền Tống Xá là di tích lịch sử văn hóa thờ thánh tổ nghề đúc đồng Nguyễn Minh Không.